# Gmina Aabybro
Gmina Aabybro (duń. Aabybro Kommune) – istniejąca w latach 1970–2006 gmina w Danii w okręgu północnej Jutlandii (Nordjyllands Amt).
Siedzibą władz gminy było miasto Aabybro.
Gmina Aabybro została utworzona 1 kwietnia 1970 na mocy reformy podziału administracyjnego Danii. Po kolejnej reformie administracyjnej w roku 2007 weszła w skład nowej gminy Jammerbugt.

## Dane liczbowe
- Liczba ludności: (♀ 5686 + ♂ 5702) = 11 388
  - wiek 0–6: 9,4%
  - wiek 7–16: 14,4%
  - wiek 17–66: 64,7%
  - wiek 67+: 11,4%
- zagęszczenie ludności: 67,0 osób/km²
- bezrobocie: 6,8% osób w wieku 17-66 lat
- cudzoziemcy z UE, Skandynawii i USA: 57 na 10 000 osób
- cudzoziemcy z krajów Trzeciego Świata: 162 na 10 000 osób
- liczba szkół podstawowych: 5 (liczba klas: 78)